# Sandi (India)
Sandi is een stad en gemeente in het district Hardoi van de Indiase staat Uttar Pradesh. 

## Demografie
Volgens de Indiase volkstelling van 2001 wonen er 23.233 mensen in Sandi, waarvan 54% mannelijk en 46% vrouwelijk is. De plaats heeft een alfabetiseringsgraad van 49%.